# 費德里科·達·蒙特費爾特羅
費德里科·達·蒙特費爾特羅（義大利語：Federico da Montefeltro，1422年6月7日－1482年9月10日），或稱費德里科三世·達·蒙特費爾特羅，於1444年－1482年任烏爾比諾領主（於1474年被封為公爵），是一個非常傑出的義大利文藝復興雇傭軍首領及藝術贊助者，他最有名的事蹟是下令建造一座僅次於梵蒂岡圖書館的圖書館及委託盧洽諾·勞拉納及弗朗切斯科·迪·喬爾吉奧·馬爾提尼修建烏爾比諾的公爵宮，該建築於1998年被列入為世界遺產。他被當時的有識之士稱為「義大利之光」，吸引了無數義大利權勢家族的青年子弟來烏爾比諾學習，帶回去的人文風尚與潮流，將義大利文藝復興推向高峰。

## 生平

### 早年
費德里科於1422年出生於古比奧的佩特魯伊亞堡，是烏爾比諾公爵圭丹托尼奧·達·蒙特費爾特羅的私生子。1424年他在圭丹托尼奧的妻子卡特琳娜·科隆納（Caterina Colonna）的同意下，被教宗馬丁五世（卡特琳娜是他的姪女）合法化。
1433年第三戰役階段的倫巴底戰爭結束後簽訂了費拉拉和約，依照合約內容，費德里科被當作人質居住在威尼斯共和國及曼托瓦公國，在曼托瓦公國期間，他在曼托瓦侯爵吉安弗朗切斯科一世·貢扎加聘請的宮廷教師費爾特雷的維多里諾的教導下與其他貴族子女一起接受人文主義教育的洗禮。1437年，費德里科被神聖羅馬帝國皇帝西吉斯蒙德授予爵位，他在同年迎娶了詹蒂萊·布蘭卡列奧尼作為他的第一任妻子。

### 傭兵生涯

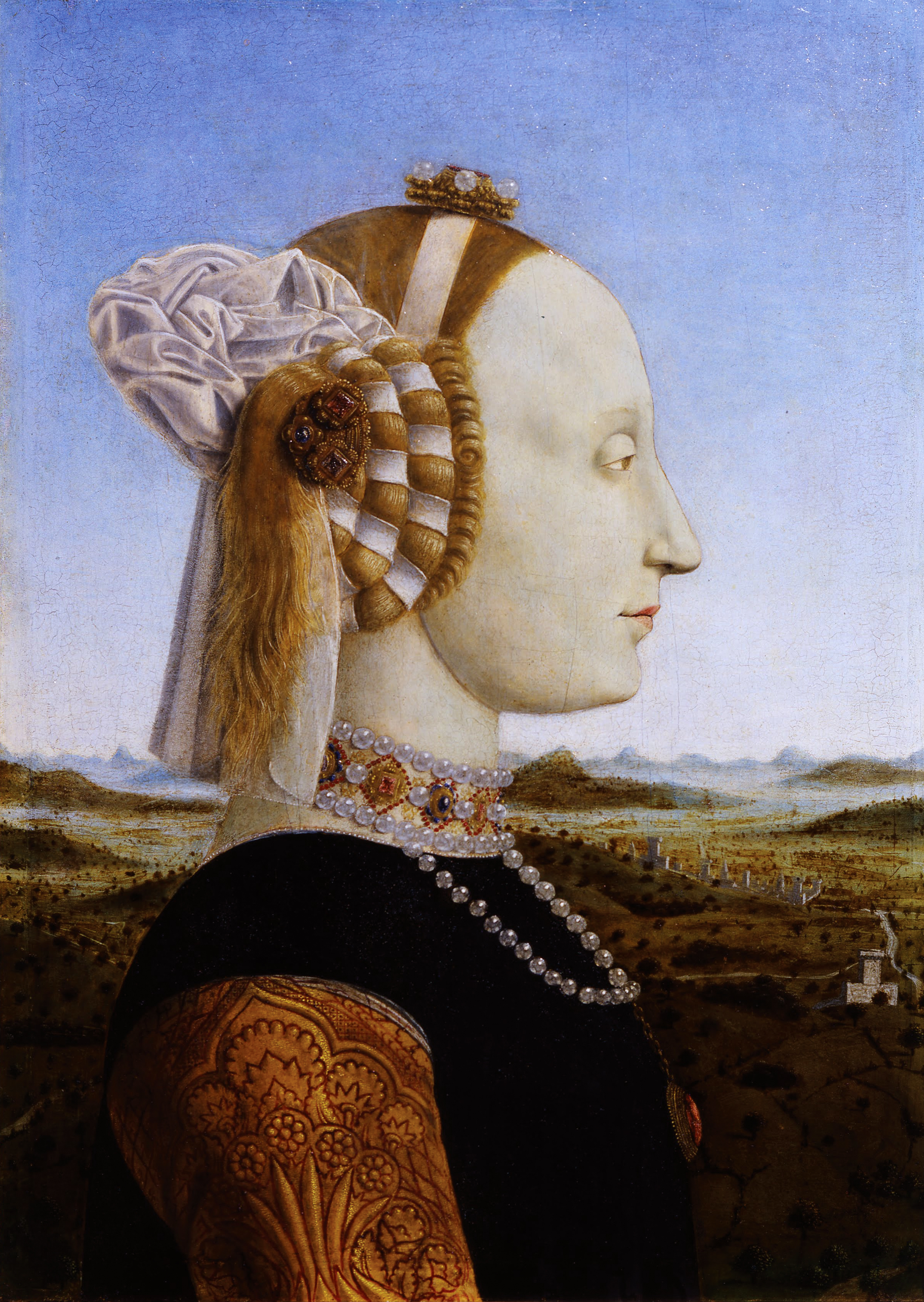
巴緹絲塔·斯福爾扎像，皮耶羅·德拉·弗朗切斯卡繪

費德里科在16歲時開始了他的雇傭兵生涯，他一開始在尼可洛·皮齊尼諾麾下服務，他在1441年的戰役中因奪下聖萊奧的堡壘而揚名立萬，在皮齊尼諾辭職後他前往佩薩羅協助對抗他在馬爾凱最大的對手—馬拉泰斯塔家族的里米尼領主西吉斯蒙多·潘多爾弗·馬拉泰斯塔。
1444年7月22日，費德里科的同父異母弟弟，才剛被教宗升為公爵一年多的歐丹托尼奧·達·蒙特費爾特羅在公爵宮被暗殺了，這時正在佩薩羅對抗馬拉泰斯塔的費德里科得到消息，於隔日率軍返回烏爾比諾，他起先被市民擋在門外，直到他答應了市民提出的條件才得以入城繼承爵位。即使他本人極力否認且缺乏有力的證據，但因為費德里科爽快的赦免了暗殺前任公爵的刺客及發動政變的人再加上西吉斯蒙多·潘多爾弗·馬拉泰斯塔不斷的造謠，使費德里科很有可能是這次暗殺的幕後主導者。費德里科繼位後首先需要解決的便是因前任公爵奢侈且不知節制的花費所導致公國混亂的財務狀況，他繼續作為雇傭兵首領賺取金錢並參與了多次戰爭，首先他率領300名騎士加入了當時知名的米蘭公國將領弗朗切斯科一世·斯福爾扎的麾下，費德里科頗有聲譽，並且是當時少數會忠誠於雇主的傭兵（雇傭兵為了利益倒戈在當時可謂常態），作為回報，費德里科控制了佩薩羅，並且獲得了13,000弗羅林作為工資外加福松布羅內納入他的領土，這激怒了西吉斯蒙多·潘多爾弗·馬拉泰斯塔。儘管費德里科非常努力的保衛雇主的領土，斯福爾扎家族在馬爾凱控制的大部分地區仍在數年後被擊潰，家族因此回到倫巴底，西吉斯蒙多見機在福松布羅內煽動了一場暴動但三天後便被費德里科平息。
在為佛羅倫斯共和國服務六年後，費德里科於1450年被已是米蘭公爵的弗朗切斯科一世·斯福爾扎招募，再一次的為他服務，但費德里科因在一場馬上長矛比武中失去了他的右眼（也因如此，他的肖像皆是以左臉示人）並且鼻樑受到重傷，無法履行他的職務，弗朗切斯科一世遂找了費德里科的對手西吉斯蒙多·潘多爾弗·馬拉泰斯塔取代他。在失去右眼後，根據馬基維利的君王論，費德里科找了個外科醫生將他已因戰鬥受傷的鼻梁取出，使剩餘的左眼視野擴大，讓他能繼續以一個出色的雇傭兵首領身分為他國服務，他於1451年10月受雇於那不勒斯國王阿方索五世，為他對抗佛羅倫斯。

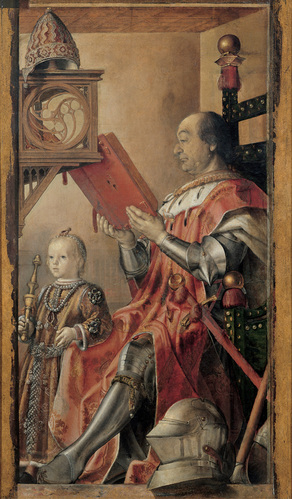
費德里科·達·蒙特費爾特羅及他的兒子圭多巴爾多肖像，尤斯圖斯·凡·根特或佩德羅·貝魯格特繪

1453年那不勒斯軍受到了瘧疾的侵襲，費德里科不被惡疾所懼，依然驍勇善戰，但1454年那不勒斯王國、佛羅倫斯共和國與米蘭公國簽定的洛迪和約結束戰爭讓這位出色的指揮官頓時覺得無用武之地，而1458年阿方索五世與費德里科摯愛的私生子布翁孔特·達·蒙特費爾特羅（Bonconte，約1442－1458）接連去世使得他意志消沉。但他的命運在教宗庇護二世即位後大為改善，庇護二世與費德里科都是文藝復興時期非常重要的藝術贊助者，庇護二世任命費德里科為教會旗手（一個重要的天主教軍銜），在那不勒斯王國取得一些著名的戰績後，他再一次的與馬爾凱的西吉斯蒙多·潘多爾弗·馬拉泰斯塔展開衝突，他在塞尼加利亞附近的切薩諾河大敗了馬拉泰斯塔軍，並在次年攻下了法諾及塞尼加利亞並且俘虜了西吉斯蒙多，沒多久教宗便任命他為這些占領地區的代牧。1457年，他的第一任妻子過世，他於1460年娶了巴緹絲塔·斯福爾扎，她是弗朗切斯科一世·斯福爾扎的姪女。
1464年，新上任教宗保祿二世命令他將佔據許多領地的安圭拉拉家族擊退，他恢復了許多教宗對拉吉奧北部區域的控制。隔年他控制了切塞納和貝爾蒂諾羅。1466年弗朗切斯科一世·斯福爾扎去世，費德里科協助他新上任的年輕繼承者加萊亞佐·瑪麗亞·斯福爾扎維持在米蘭政權，並指揮軍隊對抗威尼斯將領巴托洛梅奧·科萊奧尼。他於1467－1468年參與了威尼斯與佛羅倫斯間著名的莫利內拉戰役。1469年西吉斯蒙多·潘多爾弗·馬拉泰斯塔去世，教宗命令他前去佔領里米尼，然而費德里科擔心教宗國的持續擴張會威脅到他自己的烏爾比諾公國，他一進入里米尼就將之納入自己領土並對抗教宗的軍隊，在1469年8月成功擊退教宗勢力後，他將里米尼歸還給西吉斯蒙多·潘多爾弗的兒子羅貝爾托·馬拉泰斯塔。
費德里科、羅貝爾托·馬拉泰斯塔與教宗間緊張的關係在保祿二世的繼任教宗西斯都四世上任後有所改善，費德里科將他的女兒喬凡娜·達·蒙特費爾特羅嫁給西斯都四世最鍾愛的姪子喬凡尼·德拉·羅維雷，教宗則於1474年封他為烏爾比諾公爵及教會旗手，而羅貝爾托·馬拉泰斯塔則娶了費德里科的另一個女兒埃麗莎貝塔·達·蒙特費爾特羅，費德里科在1474年也被英王愛德華五世頒發嘉德勳章及被費爾南多一世 (那不勒斯)頒發白鼬騎士團勳章。現在費德里科受雇於教宗，為教宗的外甥吉羅拉莫·里亞里奧對抗他的前雇主佛羅倫斯。費德里科也於1478年參與了密謀推翻美第奇家族的帕齐阴谋。

### 死亡
1482年，費拉拉戰爭爆發，費德里科受雇於費拉拉公爵埃爾科萊一世·埃斯特，指揮軍隊對抗威尼斯共和國，他於1482年9月10日因受傷又感染瘟疫而死亡。死後葬於烏爾比諾的聖貝爾納爾迪諾大教堂 (烏爾比諾)。

## 藝術贊助者

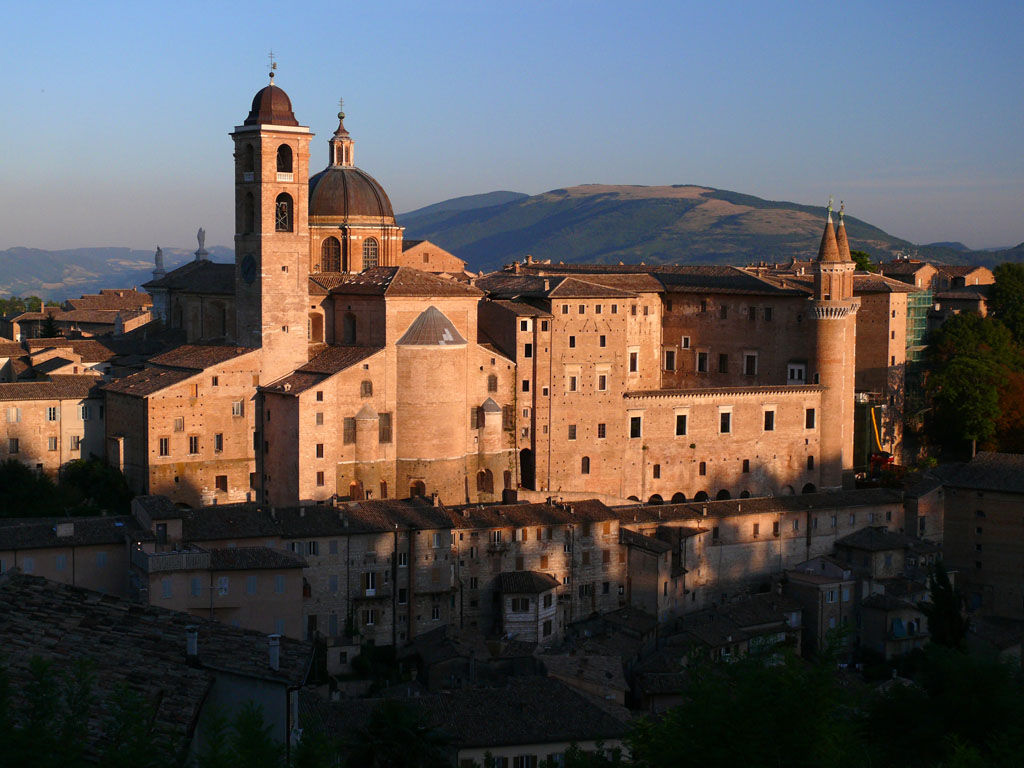
位於烏爾比諾的公爵宮

費德里科除了是位雇傭軍隊長，他對藝術的贊助也是為人稱道的，他在位期間將烏爾比諾打造成一座文藝復興城市。一般來說，雇傭兵給人的感覺通常是粗俗、見錢眼開，但由於費德里科受過完好的貴族教育，他極力地想與這種對雇傭兵的偏見做出區隔，積極的贊助各種藝術創作，即使在整個文藝復興時期，有如此深富文藝氣息的雇傭兵仍是少數，大概只有曼托瓦侯爵盧多維科三世·貢扎加及費拉拉公爵埃爾科萊一世·埃斯特能與之相比。費德里科如此費心的贊助藝術除了本身對雕刻和建築感興趣外，另一個重要的目的是為了要顯現自己繼承爵位是合理且合法的，為此他需要藉由藝術家將他塑造成一個擁有基督美德的君主，他這麼做的原因不外乎是因有不少人對他的生父是否真的為圭丹托尼奧·達·蒙特費爾特羅抱持著懷疑的態度，教宗庇護二世就直接在他的著作《評論集》（I Commentarii）的原稿中直指他的生父其實是著名的軍事將領貝爾納爾迪諾·烏巴爾迪尼，費德里科早在一出生就被調包了，但這段敘述在之後出版的印刷版本中被刪除了。此外費德里科也可藉由藝術作品呈現出他輝煌的戰績並加強他是個仁慈君主的形象。
通常費德里科贊助的藝術具有清晰、井然有序及高雅的特色，在繪畫的部分，他聘請過皮耶羅·德拉·弗朗切斯卡、美洛佐·達·弗利為他繪製肖像及其他作品，也因他對油畫這種表現手法的欣賞，從佛蘭德斯聘請了尤斯圖斯·凡·根特擔任宮廷畫師，他也曾聘請西班牙宮廷畫師佩德羅·貝魯格特為他作畫，尤斯圖斯或佩德羅為他完成了著名的《費德里科·達·蒙特費爾特羅及他的兒子圭多巴爾多肖像》。
在建築成就上，費德里科聘請了弗朗切斯科·迪·喬爾吉奧·馬爾提尼為他設計宮殿及城市的防禦工事，弗朗切斯科及盧洽諾·勞拉納更合力設計了烏爾比諾的公爵宮，宮殿的外部雕刻及室內雕刻、裝飾皆是由倫巴底、威尼斯及佛羅倫斯傑出的工匠完成的，其中較著名的有多明尼科·羅塞利及安布羅吉奧·巴羅奇。
公爵宮的一樓擁有一個收藏僅次於梵蒂岡的圖書館，這個圖書館的收藏充分反映了費德里科對兵法、古代軍事史及科學、軍事的興趣，圖書館中也收藏了大量手稿及古希臘手抄本，雖然佛羅倫斯人文主義者安傑洛·波利奇亞諾曾斷言烏爾比諾圖書館中有許多手抄本的情況非常糟糕，但仍不減圖書館豐富的收藏及其內容的綜合性。

## 婚姻及子女
費德里科與第一任妻子詹蒂萊·布蘭卡列奧尼的婚姻並沒有子嗣，待她於1457年去世後，費德里科娶了弗朗切斯科一世·斯福爾扎的弟弟，佩薩羅領主亞歷山德羅·斯福爾扎的女兒巴緹絲塔·斯福爾扎，他們婚後育有下列這些兒女：
- 奧拉（Aura，？－？）：我們對她的生平一無所知。
- 吉羅拉瑪（Girolama，？－1482）
- 喬凡娜·達·蒙特費爾特羅（義大利語：Giovanna da Montefeltro）（Giovanna，1463－1514）：於1474年嫁給了索拉公爵喬凡尼·德拉·羅維雷（英语：Giovanni della Rovere），她是首任德拉羅維雷家族的公爵法蘭切斯科·瑪利亞一世的母親。
- 埃麗莎貝塔·達·蒙特費爾特羅（義大利語：Elisabetta da Montefeltro）（Elisabetta，1464－1510）：於1479年嫁給了馬拉泰斯塔家族的里米尼領主羅貝爾托·馬拉泰斯塔（英语：Roberto Malatesta），育有一女。
- 科斯坦扎（Costanza，1466－1518）：於1483年嫁給了薩雷諾親王安東內羅·山塞維利諾（義大利語：Antonello Sanseverino）。
- 阿尼埃塞·迪·蒙特費爾特羅（英语：Agnese di Montefeltro）（Agnese，1470－1523）：於1488年嫁給了強大羅馬貴族科隆納家族的帕利亞諾公爵法布里奇奧·科隆納（英语：Fabrizio Colonna），他們的女兒維托麗婭·科隆納是文藝復興時期最著名的女詩人之一。
- 圭多巴爾多·達·蒙特費爾特羅（英语：Guidobaldo da Montefeltro）（Guidobaldo，1472－1508）：蒙特費爾特羅家族的末任烏爾比諾公爵，他娶了埃麗莎貝塔·貢扎加（英语：Elisabetta Gonzaga），由於婚後沒有子嗣，他遂於1504年指定他的外甥弗朗切斯科·瑪麗亞一世·德拉·羅維雷（英语：Francesco Maria I della Rovere, Duke of Urbino）為爵位繼承人。

此外，費德里科也有許多私生子：
- 布翁孔特（Bonconte，約1442－1458）：費德里科最喜愛的私生子，於1458年病逝。
- 安東尼奧·達·蒙特費爾特羅(1445-1508)（義大利語：Antonio da Montefeltro (1445-1508)）（Antonio，1445－1508）：坎蒂亞諾伯爵，於1475年娶了艾米莉亞·皮亞（Emilia Pia）為妻。
- 埃麗莎貝塔（Elisabetta，1445－1503）：於1462年嫁給了著名的雇傭兵阿拉貢的羅貝爾托·山塞維利諾（英语：Roberto Sanseverino d'Aragona）。
- 詹蒂萊（Gentile，1448－1513或1529）：她於1463年嫁給了卡洛·馬拉泰斯塔（Carlo Malatesta，？－？），婚後不久喪夫，於1469年再嫁給了沃爾塔焦領主阿戈斯蒂諾·弗雷戈索（英语：Agostino Fregoso）。

### 引用
1. 1 2  Cole, p.68.
2. ↑  Burckhardt, pp.260-261.
3. ↑  Cole, pp.80-81.
4. ↑  Rendina, p. 200.
5. ↑  Cole, p.83.
6. 1 2  Cole, p.70.
7. ↑  Cole, pp.78-80.
8. ↑  Cole, pp.71-73.

### 書目
- Cole, Alison.  [義大利文藝復興時期的宮廷藝術]. 胡偉雄、張永俊譯. 北京: 中國建築工業出版社. 2009 [1995]. ISBN 978-7-112-10411-6.
- 布各哈特, 雅各.  [義大利文藝復興時代的文化]. 花亦芬譯注. 台北市: 聯經出版. 2007 [1860]. ISBN 957083093X.

- Franceschini, Gino. . Varese. 1970.
- Rendina, Claudio. . Netwon Compton, Rome. 1994. ISBN 9788882899745.
- Tommasoli, Walter. . Urbino. 1978.
- Robert DE LA SIZERANNE, Federico di Montefeltro capitano, principe, mecenate (1422/1482), AGE, Urbino, 1978.
- James DENNISTOUN (a cura di Giorgio Nonni), Memorie dei duchi di Urbino, Quattroventi, Urbino, 2010 (London, 1851).ISBN 9788839208989
- O. MARRANI, Petroia e Federico da Montefeltro, Gubbio 1983.
- P. PALTRONI, Commentari della vita et gesti dell'illustrissimo Federico Duca d'Urbino, TOMMASOLI W. (a cura), Accademia Raffaello, Urbino, 1966.
- Bernd Roeck, Andreas Tönnesmann, Federico da Montefeltro. Arte, stato e mestiere delle armi, Einaudi, 2009. ISBN 9788806197131
- L. BEI-CRISTINI S., La doppia anima, la vera storia di Federico da Montefeltro e Ottaviano Ubaldini della Carda, Amici della Storia, Apecchio 2000.
- G. SCATENA, Federico da Montefeltro duca di Urbino, (Vol. I 1422-1454), Sant'Angelo in Vado, 2004.
- M. SIMONETTA, L'enigma Montefeltro, Arte e intrighi dalla Congiura dei Pazzi alla Cappella Sistina, Rizzoli, Milano, 2008. ISBN 9788817039024
- P. GATTARI, Il Duca, Castelvecchi Editore, Roma, 2013. ISBN 9788876158919
- M. MAMINI, "Udirai melodia del bel sonare", Federico di Montefeltro e la musica, Quattroventi, Urbino, 2007. ISBN 9788839208026
- DE' ROSSI, GIOVANGIROLAMO, Vita di Federico di Montefeltro, a cura di Vanni Bramanti, Olschki, Firenze, 1995.